# 5-Aminoimidazole ribonucléotide
Le 5-aminoimidazole ribonucléotide (AIR) est un intermédiaire de la biosynthèse des purines et de l'inosine monophosphate (IMP). C'est également un précurseur de la 4-amino-2-méthyl-5-hydroxyméthylpyrimidine (HMP), premier intermédiaire de la biosynthèse des pyrimidines et elle-même précurseur de la thiamine monophosphate (ThMP), et par la suite de la thiamine pyrophosphate (TPP).